# Vange
Vange är en ort i unparished area Basildon, i distriktet Basildon i grevskapet Essex i England. Orten är belägen 8 km från Billericay. Parish hade 2 300 invånare år 1931. År 1937 blev den en del av den då nybildade Billericay. Byn nämndes i Domedagsboken (Domesday Book) år 1086, och kallades då Phenge.